# Jeanine Áñez

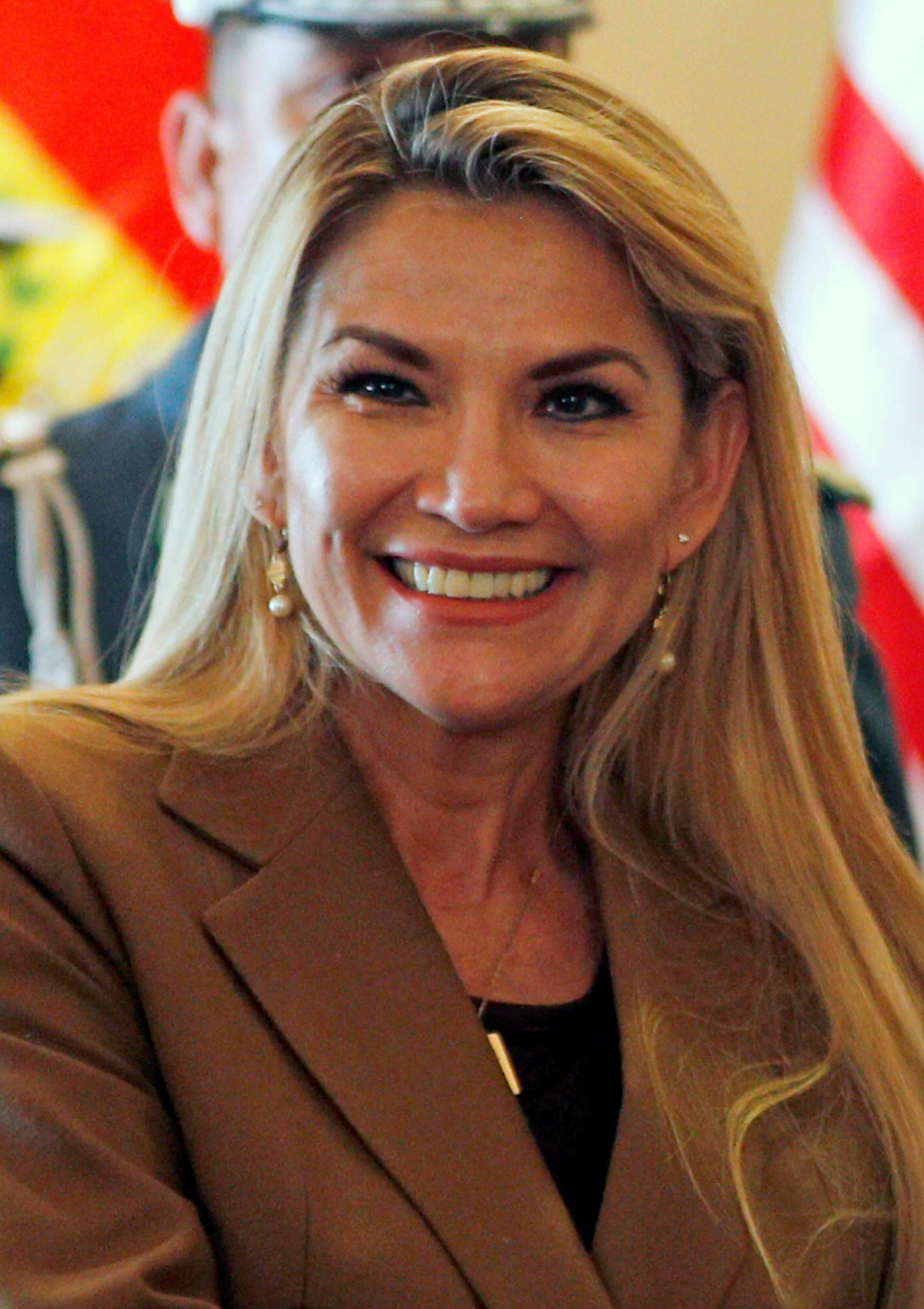
Jeanine Áñez (2020)

Jeanine Áñez Chávez (* 13. August 1967 in San Joaquín, Beni) ist eine bolivianische Politikerin der kleinen liberal-konservativen Partei Movimiento Demócrata Social. Am 12. November 2019 erklärte sie sich als Vizepräsidentin des Senats zur bolivianischen Präsidentin pro tempore, nachdem bei der Präsidentschaftswahl der Verdacht der Wahlfälschung erhoben und Amtsinhaber Evo Morales ins Exil gezwungen worden war. Die ursprünglich angekündigten Neuwahlen wurden von der Regierung verschoben, später auch begründet mit der COVID-19-Pandemie. Im Oktober 2020 erfolgten Neuwahlen, Áñez Chávez trat vor der Wahl von ihrer ursprünglich angekündigten Kandidatur zurück und ihre Amtszeit endete am 8. November 2020. Sie war nach Lidia Gueiler Tejada die zweite Frau, die das Amt innehatte. Im Juni 2022 wurde Áñez wegen Pflichtverletzung sowie verfassungs- und gesetzeswidriger Beschlüsse zu zehn Jahren Haft verurteilt.

## Leben
Áñez Chávez ist Juristin. Seit 2010 vertritt sie in der Plurinationalen Legislativen Versammlung Boliviens das nordöstliche Departamento Beni, ursprünglich für die Partei Plan Progreso para Bolivia-Convergencia Nacional, die sich jedoch 2014 auflöste. Sie gilt als Gegnerin des langjährigen Präsidenten Evo Morales.
Áñez Chávez ist mit dem kolumbianischen Politiker Héctor Hernando Hincapié verheiratet.

### Interims-Präsidentschaft 2019–2020

#### Übernahme der Präsidentschaft

Offizielle Flaggen, die während der Amtszeit von Jeanine Áñez verwendet wurden: Wiphala, Flagge Boliviens und die Patujú-Blumenflagge.

Áñez Chávez übernahm in Folge der Ereignisse um die Präsidentschaftswahl in Bolivien 2019 die Präsidentschaft. Das verkündete Ergebnis der Wahl, ein Wahlsieg des Präsidenten Morales von der MAS, war umstritten. Die Opposition (der Áñez Chávez angehörte) und die Organisation Amerikanischer Staaten (OAS) in ihrem Wahlbericht warfen der Regierung Morales Wahlbetrug bzw. Unregelmäßigkeiten vor. Wahlforscher des Massachusetts Institute of Technology (MIT) in einer Studie für das CEPR;– unterstützt im Ergebnis auch in einer Untersuchung von Wissenschaftlern der University of Pennsylvania – kamen hingegen in ihrem später veröffentlichten Bericht zu dem Schluss, dass die Analyse im OAS-Bericht fehlerhaft war, und fanden keine Hinweise auf einen Wahlbetrug. Morales kündigte aufgrund der umstrittenen Ergebnisse Neuwahlen an. Der Befehlshaber der Streitkräfte Boliviens General Williams Kaliman rief die Regierung Morales hingegen zum Rücktritt auf, Morales und andere MAS-Politiker folgten dem Druck. Laut Artikel 169 der Verfassung hätte der Vizepräsident Álvaro García Linera nachfolgen müssen, der aber ebenfalls zurücktrat.
Laut Verfassung hätte die Vorsitzende des Senats Adriana Salvatierra oder andernfalls der Vorsitzende des Abgeordnetenhauses Víctor Borda übernehmen müssen. Doch auch sie traten zurück und die Verfassung lässt offen, was in diesem Fall zu geschehen habe. Sollte der Vorsitzende des Abgeordnetenhauses übernehmen, schreibt die Verfassung eine Neuwahl innerhalb von 90 Tagen vor. Áñez Chávez sah sich als zweite Vizepräsidentin des Senates nach eigenen Angaben als die ranghöchste Politikerin, die zur Übernahme des Präsidentenamtes in Frage kam. Sie erklärte sich am 11. November 2019 hierzu übergangsweise bereit und gab an, als einziges Ziel die Neuwahlen anzustreben. Als Termin gab sie den 22. Januar 2020 an. Dieser Termin wurde zwischenzeitlich aufgegeben.
Einige lateinamerikanische Politiker und einige europäische Medien bezeichneten die Ernennung Áñez’ zur Interimspräsidentin als militärisch unterstützten Staatsstreich, da die Armeeführung Druck auf die Regierung ausgeübt hatte zurückzutreten. Einige Medien (etwa die NZZ) lobten hingegen, das Militär habe durch seine Rücktrittsaufforderung an Morales die Verfassung beschützt. Über 20 Unterstützer von Morales wurden bei den folgenden Protesten getötet.
Die Rücktritte und ihre Ernennung mussten laut Verfassung vom Parlament bestätigt werden. Eine parlamentarische Bestätigung war am ersten Sitzungstag nach dem Rücktritt, dem 11. November, nicht möglich, weil die Abgeordneten der MAS die Sitzung boykottierten, sodass das Parlament nicht beschlussfähig war. Doch weil Morales und Linera vorher das Land verlassen hatten und die erwähnten Adriana Salvatierra und Víctor Borda am besagten 11. November nicht anwesend waren, bestätigte der bolivianische Verfassungsgerichtshof innerhalb von zwei Stunden, dass die Rücktritte sowie die Ernennung Áñez’ aufgrund des gegebenen Machtvakuums nicht mehr vom Parlament bestätigt werden müssten. Das Gericht verwies auf eine analoge Entscheidung im Jahre 2001. Eine erneute Parlamentssitzung am 13. November mit den Abgeordneten der MAS wäre zwar wieder beschlussfähig gewesen, doch die Polizei verweigerte den Abgeordneten den Zugang zum Parlament. Dabei setzte die Polizei Schlagstöcke und Tränengas gegen die Parlamentarier ein. Danach kam keine beschlussfähige Parlamentssitzung mehr zustande. Für den 19. November rief Morales’ Movimiento al Socialismo zu einer gemeinsamen Sitzung beider Parlamentskammern auf, was die Partei der Übergangspräsidentin als unrechtmäßig ablehnte. Áñez kündigte stattdessen für die Zukunft „transparente Wahlen“ und eine „Wiederherstellung der demokratischen Glaubwürdigkeit“ des Landes an.
Die damaligen rechtspopulistischen Regierungen der Vereinigten Staaten und Brasiliens erkannten Áñez schnell als legitime Interimspräsidentin an, ebenso die Europäische Union. Die sozialdemokratischen Regierungen von Mexiko und Uruguay hingegen lehnten die Interimspräsidentschaft als illegitim ab.

#### Wirken als Präsidentin
Die als rechtsorientiert geltende Politikerin stellte am 13. November ihr Kabinett vor, dem mehrere prominente Geschäftsleute aus Santa Cruz de la Sierra und kein Indigener angehörte. Später wurde eine Indigena als Tourismusministerin ernannt. Áñez führte katholische Symbole ins zuvor säkulare staatliche Procedere ein und agierte gegenüber der Morales-Bewegung als Hardlinerin, was jedoch zu Protesten bei der indigenen Bevölkerungsmehrheit führte und ihre Regierungsfähigkeit einschränkte.
Als eine der ersten Maßnahmen erließ die Regierung ein Dekret, das der Armee Boliviens bei der „Herstellung der Ordnung“ Immunität vor Strafverfolgung zubilligte. Das Dekret stieß unter anderem bei Amnesty International auf Protest. Zahlreiche Unterstützer des früheren Präsidenten Morales wurden strafrechtlich wegen Terrorismusvorwürfen verfolgt. Die Anwältin von Morales etwa wurde für ein halbes Jahr inhaftiert, weil sie mit Morales telefonierte. Laut Einschätzung von Human Rights Watch setzte die Regierung – ebenso wie die von ihr bekämpfte Vorgängerregierung unter Morales – die bereits ungenügend unabhängigen Richter und Staatsanwälte zur Durchsetzung ihrer politischen Maßnahmen unter Druck.
Die International Human Rights Clinic (IHRC) der Harvard Law School untersuchte für 6 Monate die Situation bei den Protesten nach der Machtübernahme. Im Abschlussbericht kamen die Wissenschaftler zu dem Schluss, dass unter der Regierung von Áñez staatlich unterstützte Gewalt, Beschränkungen der Meinungsfreiheit und willkürliche Verhaftungen zu einem Klima der Angst und Desinformation geführt haben. Berichtet wurde unter anderem über willkürliche Schüsse auf Demonstrierende, Misshandlungen, Verhaftungen und Einschüchterungen von Journalisten, die der Regierung kritisch gegenüber standen, sowie der Unterstützung von Paramilitärs, die gegen Anhänger der vorherigen Regierungspartei MAS vorgingen. Ebenso kam der Bericht zu dem Schluss, dass unter der Regierung Áñez die Vorfälle nicht untersucht bzw. von Sicherheitskräften vertuscht wurden.

#### Massaker von Sacaba und Senkata
Am 15. November 2019, drei Tage nach der Ernennung von Áñez zur Übergangspräsidentin verhinderten Soldaten und Polizisten auf der Huayllani-Brücke in Sacaba, Cochabamba gewaltsam eine Demonstration von Kokabauern gegen die Übergangsregierung. Dabei wurden zehn Demonstranten getötet. Bei dem Vorgehen gegen Demonstranten in Senkata (Stadtteil von El Alto) am 19. November starben sechs der zehn getöteten Demonstranten durch Kopfschüsse.

#### Wirtschaftspolitik
In der Wirtschaftspolitik nahm die Regierung Privatisierungen vor, unter anderem schenkte sie dem Agrarexportsektor Land, senkte den Steuersatz für Großunternehmen und transferierte öffentliche Gelder zur Begleichung der Schulden großer Privatunternehmen in Santa Cruz. Laut der Libération gehörte zu den Hauptbegünstigten dabei der Minister Branko Marinkovic. Auch in der Außenpolitik erfolgte unter Áñez eine Kehrtwende zur Vorgängerregierung. Sie trat aus dem linken Staatenbündnis ALBA aus und der Lima-Gruppe bei, zudem suchte sie vertieftere Beziehungen zu den USA.
Ihre Regierung war neben der Pandemie – wie auch Evo Morales im Vorjahr – mit verheerenden Waldbränden konfrontiert. Gegen die Pandemie rief die Regierung einen Lockdown aus. Aufgrund der Armut und mangelnder Hilfen sahen sich die Armen im Land allerdings oft gezwungen, weiterhin auf den Straßen Arbeit zu suchen bzw. nachzugehen. Áñez geriet im Zusammenhang mit der Pandemie in die Kritik, da sie bei öffentlichen Auftritten eine als Virus Shut Out bezeichnete blaue Karte trug, die angeblich das Virus aus der Luft filtern kann.

#### Präsidentschaftswahl 2020
Laut Verfassung müssen Wahlen innerhalb von 90 Tagen nach ihrer Ankündigung abgehalten werden. Als Termin gab die Regierung zunächst den 22. Januar 2020 an, die Wahl erfolgte jedoch nicht. Aufgrund der Annullierung der Wahlen von 2019 bestand gleichzeitig die Zweidrittelmehrheit der MAS im Parlament fort. Durch das angespannte Verhältnis von Exekutive und Legislative war ihre Handlungsfähigkeit entsprechend eingeschränkt. Áñez kündigte danach ihre Präsidentschaftskandidatur und Neuwahlen für den 3. Mai 2020 an. Aufgrund der Verschiebung der Neuwahlen mit der Begründung der COVID-19-Pandemie auf vorerst unbestimmte Zeit blieb Áñez über Mai 2020 hinaus in ihrem Amt. Im August 2020 organisierten Oppositionelle einen mehrtägigen Generalstreik, um die Regierung zur Organisation von Wahlen ohne weitere Verschiebungen zu zwingen. Daraufhin wurde, nach Vermittlungen unter anderem der UNO, die Präsidentschaftswahl in Bolivien 2020 für den 18. Oktober angekündigt und durchgeführt, sodass ihre Amtszeit mit dem Amtsantritt des neuen Präsidenten Luis Arce am 8. November 2020 endete. Im September 2020 hatte Áñez den Rücktritt von ihrer Kandidatur erklärt, laut einer Wahlumfrage waren nur 10 Prozent der Stimmen für sie zu erwarten.

#### Inhaftierung
Am 13. März 2021 wurde Áñez laut der Nachrichtenagentur ABI bei einer Polizeioperation in Trinidad festgenommen und nach La Paz gebracht. Zwei ehemalige Minister ihrer Übergangsregierung, Álvaro Coimbra (Justiz) und Rodrigo Guzmán (Energie), waren im Departamento Beni bereits zuvor festgenommen worden. Grundlage für die Aktion der Polizei war offenbar ein Haftbefehl wegen Terrorismus, Volksverhetzung und Verschwörung, den Áñez einen Tag vor ihrer Festnahme auf Twitter selbst veröffentlicht hatte.
Am 29. April 2021 kritisierte das Europäische Parlament in einer Resolution Áñez’ Inhaftierung als rechtswidrig und willkürlich und forderte ihre Freilassung. Zugleich äußerte es seine Besorgnis über mangelnde Unabhängigkeit der bolivianischen Justiz. Im Februar 2022 begann der Gerichtsprozess, in dem Rechtsverletzungen im Zusammenhang im Áñez’ Machtübernahme geklärt werden sollten. Angekündigt ist außerdem ein weiteres Verfahren gegen sie sowie sieben hochrangige Militärangehörige und einen Polizeikommandanten aufgrund von Massakern während ihrer Amtszeit.
Im Juni 2022 wurden Áñez sowie der ehemalige Kommandeur der Streitkräfte, Williams Kaliman, und Ex-Polizeichef Vladimir Calderon zu jeweils zehn Jahren Haft verurteilt. Weitere Verfahren wurden angekündigt.
Im Januar 2023 entschied ein Richter in La Paz, dass Áñez wegen der mutmaßlichen Morde an Zivilisten während der Proteste während ihrer Regierungszeit vor ein ordentliches Gericht gestellt werden würde, einschließlich des Vorwurfs des Völkermords und der Körperverletzung. Áñez äußerte ihre Überzeugung, dass der mögliche Prozess früher oder später annulliert werden würde, weil sie zu Unrecht angeklagt werde.
Am 5. Mai 2023 gab Áñez bekannt, dass sie bei der Interamerikanische Kommission für Menschenrechte eine internationale Klage gegen die bolivianische Regierung eingereicht habe, weil diese ihr eine Prüfung der Verantwortlichkeiten verweigert und sie stattdessen vor gewöhnlichen Gerichten verurteilt habe.

## Social Media
Nach dem Regierungswechsel zu Áñez wurde auf Tweets und Facebook-Posts verwiesen, in denen Áñez unter anderem das Aymara-Neujahrsfest der indigenen Bevölkerung „satanisch“ bezeichnet hatte und Evo Morales einen „armen Indio“, der sich an die Macht klammere. Die Postings wurden inzwischen gelöscht, sind aber noch im Internet Archive zu sehen gewesen. Ein ihr auf sozialen Medien teilweise zugeschriebener Post, sie träume von einem Bolivien, das frei von Indios sei, konnte dagegen über die noch verfügbaren Daten des Internet Archive nicht verifiziert werden. Áñez erklärte auf Nachfrage, sie habe keine schlecht gemeinten Tweets geschrieben, und beschuldigte Morales’ ehemalige Regierung, auf „Digitalkrieger“ zurückzugreifen, um Konten in sozialen Medien zu fälschen.
Im September 2020 kündigte Facebook eine Vielzahl von Fake-Accounts des PR-Unternehmens CLS Strategies aus den USA, das damit eine Kampagne gegen Morales und für Áñez betrieben hatte. Die Regierung Áñez bestätigte, dieses PR-Unternehmen „zur Unterstützung der Demokratie“ beauftragt zu haben.